# Оулуская митрополия
О́улуская митропо́лия (фин. Oulun hiippakunta, Улеа́боргская митропо́лия, швед. Uleåborgs stift) — епархия Финляндской православной церкви Константинопольского Патриархата с центром в Оулу, Финляндия.
Оулуская епархия образована 1 января 1980 года и состоит из пяти приходов-благочиний. Кафедральный собор епархии — Свято-Троицкий собор в городе Оулу. Построен по проекту архитектора Микко Хухтела (Mikko Huhtela) в 1957 году.
На 1 января 2010 года в епархии действовало: 13 церквей, 15 часовен. Несли служение 11 священников и 5 диаконов.

## Территориально-административное устройство из 2021 года
- Приход Северной Финляндии[фин.]
- Приход Тампере[фин.]

## Территориально-административное устройство до 2016 года

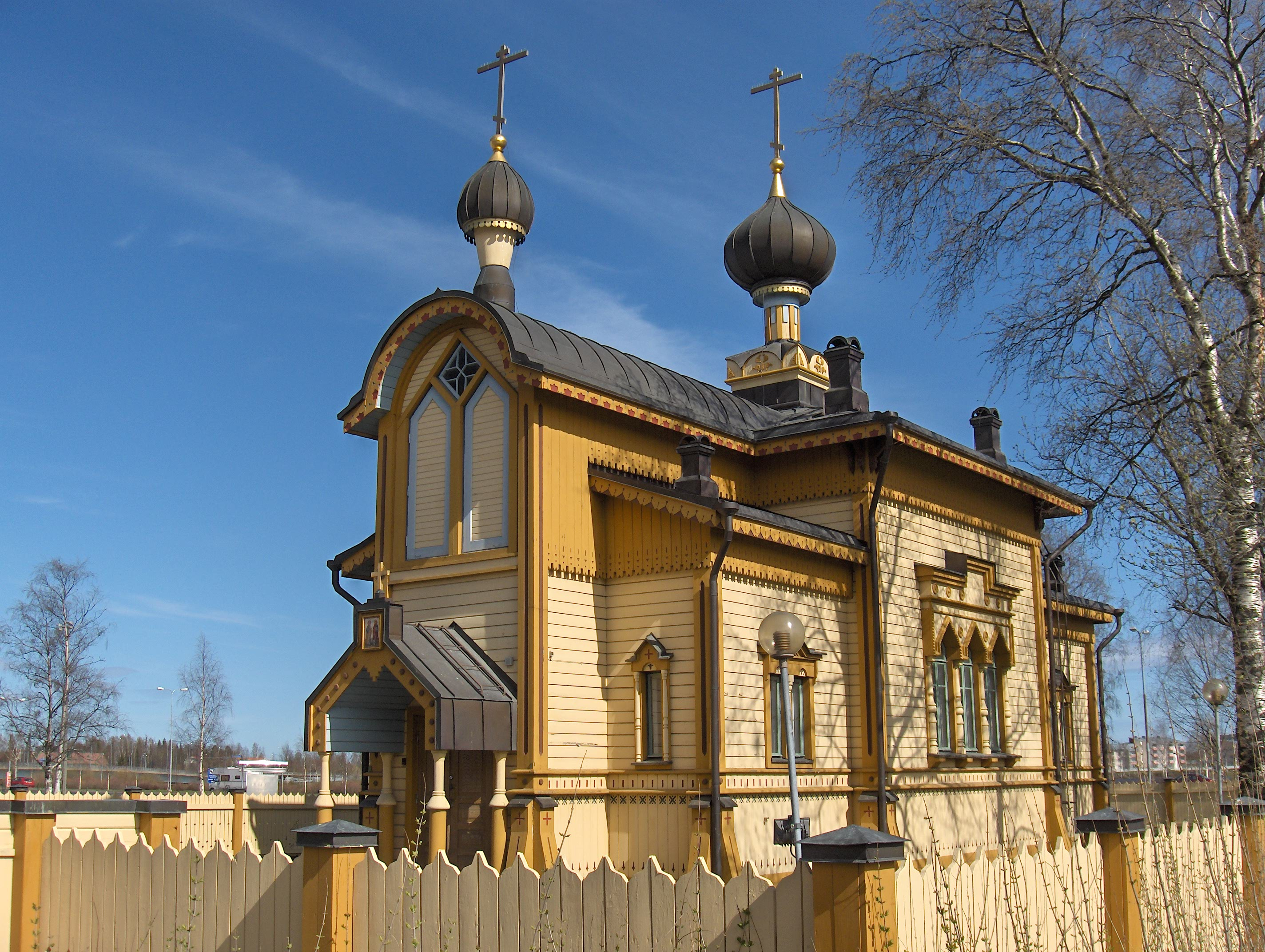
Церковь в Торнио

Приход-благочиние Каяни (фин. Kajaanin ortodoksinen seurakunta)
- Насчитывает порядка 1 880 членов. Главным храмом является Спасо-Преображенская церковь в Каяни, которая была завершена в 1959 году по проекту архитектора Илмари Ахонена. Настенные росписи были выполнены Петросом Сасаки и Алкивидисом Кероласом (Alkiviadis Kepolas), который завершил работы в 2005 году.

Приход-благочиние Киурувеси (фин. Kiuruveden ortodoksinen seurakunta)
- Насчитывает порядка 600 членов в 13 городах Северного Саво и Северной Остроботнии. Главным храмом прихода-благочиния является Свято-Никольский храм Киурувеси. Имеются также часовни в Пюхяярви, Карвоскюля и Кютёкюля.

Приход-благочиние Лапландии (фин. Lapin ortodoksinen seurakunta)
- Насчитывает около 1200 членов и охватывает территорию всей Лапландии. Главным храмом является церковь в честь ап. Андрея Первозванного в Рованиеми, построенная в 1957 года по проекту архитектора Тойво Паателы[фин.]. Имеются храмы в Ивало, Неллиме, Севеттиярви (церковь Святого Трифона Печенгского, 1992).

Приход-благочиние Оулу (фин. Oulun ortodoksinen seurakunta)
- Насчитывает до 2400 членов и охватывает территорию Оулу и частично южной Лапландии. Имеются храмы в Оулу, Торнио, Кеми, а также часовни в Мухос, Раахе, Тервола, Виханти и др.

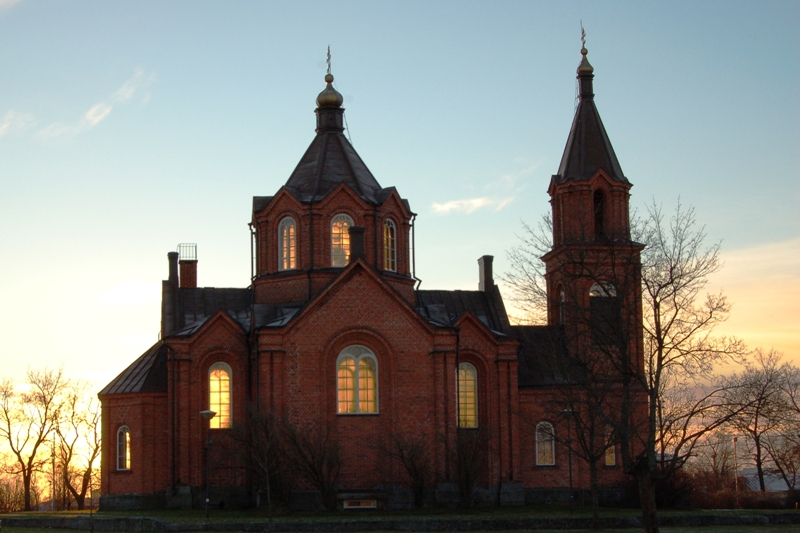
Никольская церковь в Ваасе

Приход-благочиние Вааса (фин. Vaasan ortodoksinen seurakunta)
- Порядка 1000 членов прихода проживают на всей территории губернии Вааса. Главным храмом является Никольская церковь в городе Вааса, построенная в 1866 году по проекту шведского архитектора Карла Акселя Зеттерберга[фин.]. Другие храмы располагаются в городах: Лапуа (св. преп. Серфима Саровского), Коккола (св. Симеона и Анны), Пиетарсаари (свв. прор. Илии и Анны). С 2021 года приход объединён с приходом Тампере[фин.].

## Епископы
1. Лев (Макконен) (1 января 1980 — 14 мая 1996)
2. Амвросий (Яаскеляйнен) (май 1996 — 1 февраля 2002)
3. Пантелеимон (Сархо) (апрель 2002 — 1 июня 2013)
4. в/у Арсений (Хейккинен) (1 июня 2013 — 26 ноября 2014), еп. Йоэнсууйский[2]
5. Илия (Валгрен) (11 января 2015[3] — 15 декабря 2024)
6. в/у Сергий (Раяполви) (с 16 декабря 2024 года), еп. Хаминский